# Hemidactylus megalops
Hemidactylus megalops este o specie de șopârle din genul Hemidactylus, familia Gekkonidae, descrisă de William Kitchen Parker în anul 1932. Conform Catalogue of Life specia Hemidactylus megalops nu are subspecii cunoscute.